# Algo de ti
Algo de ti è il terzo singolo estratto dall'album Gran City Pop, nona produzione discografica dell'artista messicana Paulina Rubio. La canzone è stata scritta dalla cantante e da Rafael Vergara, è stato prodotta da Lester Mendez e pubblicata nel febbraio 2010 come ultimo pezzo per chiudere la promozione del disco.